# Общински пътнически транспорт (Габрово)
„Общински пътнически транспорт“ ЕООД е общинският превозвач в Габрово, който предлага автобусен и тролейбусен транспорт.

## Общо описание
По предложение на Община Габрово в началото на 1997 г. Министерството на транспорта прехвърля собствеността на транспортните дружества за превоз на пътници на територията на Габрово от държавна в общинска и Общинският съвет на Община Габрово на своя сесия взема решение за учредяване на общинска фирма за пътнически транспорт.
„Общински пътнически транспорт“ ЕООД, Габрово се образува с Решение № 861 от 25.06.1997 г. на ГОС чрез сливане на габровските дружества „Габрово автотранспорт“ ЕООД, „Тролейбусен транспорт“ ЕООД и „Комплекс такси“ ЕООД. От 1987 г. в града има и тролейбусен транспорт, а самите тролейбуси марка „ЗиУ“ са доставени същата година.
Дейността си по превоз на пътници фирмата осъществява с автомобилен парк, състоящ се от 13 броя тролейбуси марка „ЗиУ 682“ и 64 броя автобуси от марките „Икарус“, „Ман“, „Мерцедес“, „Сетра“, „Исузу“, „Чавдар“, „Сор Либхави“ и „Ютонг“.
Фирмата разполага с гараж, добре оборудван и много добре поддържан сервиз за отремонтиране на автопарка, собствена бензиностанция и автогара, отговаряща на изискванията за комфортно обслужване на пътниците. Тя изпълнява 26 градски, 14 междуселищни и 3 междуобластни автобусни линии.
На транспортния пазар фирмата заема съответно:
- 97% от обществения транспорт по вътрешноградски транспортни схеми (маршрут на движение на автобусите и тролейбусите, интервал на движение, разписания, спирки) утвърдени от Общински съвет Габрово;
- 94% от обществения транспорт по общинската транспортна схема (обхваща междуселищните превози Габрово – селата на територията на Община Габрово.

Благодарение на конкурентните си автомобили, фирмата извършва превози по междуобластни транспортни схеми, както и случайни (по свободен маршрут избран от клиента – екскурзионни пътувания в страната) и специализирани (договорени с клиенти – фирми, организации) превози.
„Общински пътнически транспорт“ ЕООД Габрово е основна фирма на територията на Община Габрово в сферата на услугите за задоволяване нуждите на населението от обществен пътнически транспорт, включително и преференциални пътувания – безплатни за пътника, каквито са Ветераните от войните и военноинвалидите. Поради това може да се каже, че търговски партньор на фирмата е населението.
Към момента фирмата представлява еднолично дружество с ограничена отговорност, със 100 % общинска собственост.

## Транспортна схема
В сила от 02.05.2011 г. 
Последна редакция: 2015 год. 
Актуализация след 2020 год. 

### Автобусни линии
Основни линии
- 1. Русевци – Етъра
- 2. Подем – Лютаци
- 3. Бойката – Гачевци
- 4. Младост – Хаджицонев мост
- 5. Русевци – Шиваров мост
- 6. Русевци – Недевци
- 7. Жп гара – Ябълка
- 8. Автогара – Лютаци
- 8А. Автогара – Недевци
- 9. Русевци – Болница
- 10. Русевци – Еловица
- 11. Хаджицонев мост – Войново
- 12. Русевци – Войново /разклона/
- 13. Златари – Трънето
- 14. Жп гара – Етъра
- 16. Русевци – Жп гара – ТУ (Интеграл)

Допълнителни линии
- 23. Инструмент – Еловица
- 24. Колелото – Инструмент

### Бивши Тролейбусни линии (останали като автобусни)
- 31. Русевци – Инструмент
- 32. Русевци – Техномат
- 33. Русевци – Шиваров мост
- 34. Техномат – Шиваров мост

### Линии до 01.05.2011
- 1. Русевци – Етъра
- 2. Подем – Лютаци
- 3. Бойката – Гачевци
- 4. Младост – Х. Цонев мост
- 4А. Автогара – Х. Цонев мост
- 5. Бойката – Шиваров мост
- 6. Младост – Център
- 7. Жп. гара – Ябълка
- 8. Инструмент – Чарково
- 8А. Русевци – Еловица
- 9. Русевци – Болница
- 10. Шиваров мост – Войново
- 11. Х. Цонев мост – Войново
- 12. Русевци – Войново
- 13. Златари – Трънето
- 14. Русевци – Интеграла
- 22. Русевци – Недевци
- 22А. Русевци – Лютаци
- 31. Техномат – Шиваров мост
- 32А. Инструмент – Колелото
- 33. Русевци – Шиваров мост
- 34. Русевци – Техномат
- 36. Русевци – Инструмент

## Данни за контакт
- Седалище на фирмата: 5300 Габрово, ул. „Стефан Караджа“ №2
- Телефони/факс/имейл за контакт:
  - Автогара (билетни каси): 066/805 566
  - Централа (сигнали, жалби и оплаквания): 066/804 400
  - Диспечери (градски транспорт): 066/806 949
  - факс: 066/804 470
  - E-mail: opt_gabrovo@abv.bg